# 1re brigade de missiles de la Garde
Pour les articles homonymes, voir 1re brigade.
La 1re brigade de missiles de la Garde (en russe : 1-я гвардейская ракетная бригада, abrégé en russe : 1 гв. рбр), de son nom complet la 1re brigade de missiles de la Garde Orchanskaïa, ordres de Souvorov et de Koutouzov (en russe : 1-я гвардейская ракетная Оршанская орденов Суворова и Кутузова бригада), est une brigade armée de missiles balistiques des troupes de missiles et d'artillerie des forces terrestres russes (no   d'unité 31853).
Le régiment fait partie de la 49e armée interarmes du district militaire sud, basée dans la ville de Goriatchi Klioutch, dans le kraï de Krasnodar.

## Historique

### Seconde Guerre mondiale
Cette brigade reprend les traditions de plusieurs unités soviétiques antérieures, dont la première est formée en juillet 1920. Cette année-là, un bataillon d'artillerie lourde est formée, rejoignant la 48e division de fusiliers. Plus tard, le bataillon est réorganisé sous le nom de 75e régiment d'artillerie de canons de la Garde, puis 14e brigade d'artillerie de canons lourds le 25 juin 1943, dans le cadre de la 4e division d'artillerie de canons lourds de la Garde. Le régiment connait son baptême du feu dans la zone du village de Vaïnikola en juin 1941.
En juillet 1943, pour avoir fait preuve de courage dans les combats contre les envahisseurs nazis, la brigade reçoit le titre honorifique « de la Garde ». Un an plus tard, en juillet 1944, pour la prise d'Orcha, un important nœud ferroviaire, la 14e brigade reçoit le nom honorifique « Orchanskaïa ». Le 19 février 1945, par décret du Soviet suprême de l'URSS, la brigade est décorée de l'ordre de Koutouzov de 2e classe pour l'exécution exemplaire des missions de combat. Le 17 mai 1945, pour son héroïsme lors de la prise de la forteresse de Königsberg, la brigade est décorée de l'ordre de Souvorov.

### 1946-1991
Jusqu'en 1960, l'unité opère sous le nom de 14e brigade d'artillerie de canons de la Garde. En 1960, la 114e brigade de missiles de la Garde est mise sur pied à Dolgoroukovo, dans l'oblast de Kaliningrad, équipée de missiles SS-1 Scud. Au cours des dernières années de l'Union soviétique, la 14e brigade est renommée 114e brigade de missiles de la Garde et se trouve à Borne-Soulinovo en Pologne, faisant partie du groupement des forces du Nord.

### Depuis 1991
Après la chute de l'Union soviétique vers 2000, la brigade est répertoriée comme servant avec le 67e corps d'armée dans le Caucase.
En 2000, la brigade compte 310 soldats. En août 2008, la brigade participe à la guerre en Ossétie du Sud, au cours duquel elle est équipée l'année suivante de 12 missiles Tochka-U. En 2011, l'unité reçoit 4 9K720 Iskander ; ce chiffre passe à 12 systèmes de missile balistique à courte portée ou moyenne portée de nouvelle génération en 2012,.